# Боярский, Виктор Ильич
Ви́ктор Ильи́ч Боя́рский (16 сентября 1950, Щербаков) — директор Российского государственного музея Арктики и Антарктики (1998—2016), профессиональный путешественник, почётный полярник России.

## Биография
Родился 16 сентября 1950 года в городе Щербакове Ярославской области.
В 1973 году окончил Ленинградский электротехнический институт имени В. И. Ульянова (Ленина) по специальности «радиоэлектронные устройства».
С 1973 года работал в Арктическом и Антарктическом НИИ научным и старшим сотрудником.
В 1998 стал директором Музея Арктики и Антарктики. Является председателем полярной комиссии; член Русского географического общества и географического общества США. Действительный член Академии туризма, состоит в Союзе писателей России. Покинул пост директора музея с 31 января 2016 года.

## Экспедиции

### Гренландская экспедиция
В 1988 году Виктор Боярский в составе международной экспедиции во главе с Уиллом Стигером пересек Гренландию с юга на север, пройдя более 2000 км за 65 дней. Гренландская экспедиция была организована как тренировка перед экспедицией Трансантарктика. Путь был пройден на собачьих упряжках и лыжах.

#### Участники экспедиции
- Уилл Стигер (США)
- Жан-Луи Этьенн (Франция)
- Джеф Сомерс (Великобритания)
- Кейзо Фунацу (Япония)
- Чин Дахо (Китай)
- Виктор Боярский (СССР)

### Трансантарктика
В 1989—1990 годах Виктор Боярский был участником международной экспедиции «Трансантарктика». Продвигался на лыжах и с навигатором на груди, а не в повозках, впереди всех участников, включая умных и выносливых собак. Экспедиция и её участники внесены в Книгу рекордов Гиннесса.

## Награды
- 2002 — Медаль ордена «За заслуги перед Отечеством» II степени[2][6]
- 2008 — Орден Б. Вилькицкого[7]
- 2008 — знак «Почётный работник гидрометеослужбы»[7]

## Премии
- 2006 — Литературная премия «Правда — в море»[8]
- 2014 — Российская премия Людвига Нобеля[9]